# Ignasi Miquel
Pour les articles homonymes, voir Miquel.
Ignasi Miquel Pons, né le 28 septembre 1992 à Barcelone, est un footballeur espagnol qui évolue au poste de défenseur au Grenade CF.

## Biographie
Ignasi Miquel commence à jouer au football au FC Barcelone (jeunes). Il rejoint l'UE Cornellà en 2004 avant de rejoindre le centre de formation d'Arsenal en 2008.
En 2011, il fait partie de l'équipe espagnole des moins de 19 ans qui remporte le Championnat d'Europe durant lequel il prend part à l'intégralité des rencontres.
Le 20 août 2011, Miquel fait ses débuts en championnat contre Liverpool après la blessure de Laurent Koscielny à la 16e minute d'un match qui se termine par une défaite d'Arsenal (2-0).
Le 26 septembre 2012, il marque son premier but avec Arsenal à l'occasion de la rencontre comptant pour le 3e tour de la League Cup face à Coventry City (victoire 6-1).

## Statistiques
| Saison    | Club            | Pays           | Championnat      | Coupes nationales | Coupes d’Europe | Sélection Espagne |
| --------- | --------------- | -------------- | ---------------- | ----------------- | --------------- | ----------------- |
| 2010-2011 | Arsenal         | Premier League | -                | 2 matchs          | -               | -                 |
| 2011-2012 | Arsenal         | Premier League | 4 matchs         | 4 matchs          | 1 match (C1)    | -                 |
| 2012-2013 | Arsenal         | Premier League | 1 match          | 2 matchs / 1 but  | -               | -                 |
| 2013-2014 | Leicester City  | Championship   | 6 matchs         | 5 matchs / 1 but  | -               | -                 |
| 2014-2015 | Norwich City    | Championship   | -                | 2 matchs          | -               | -                 |
| 2015-2016 | SD Ponferradina | Liga Adelante  | 25 matchs        | 2 matchs          | -               | -                 |
| 2016-2017 | CD Lugo         | Liga Adelante  | 6 matchs / 1 but | -                 | -               | -                 |

Dernière mise à jour le 20 septembre 2016

## Palmarès

### En sélection
- Espagne -19 ans
  - Vainqueur du Championnat d'Europe en 2011.